# 藤原堅一
藤原 堅一（ふじわら けんいち、1970年6月22日 - ）は、日本の俳優、声優。テアトル・エコー所属。大阪府出身。早稲田大学卒業。

## 出演

### 舞台
- 馬をかける男たち
- ら抜きの殺意
- テイク・ザ・マネー・アンド・ラン※演出を担当
- ああガス欠!

### テレビアニメ
- トレインヒーロー（ドクター・マック）
- メタルファイト ベイブレード（渡蟹哲也）
- サザエさん

### 劇場版アニメ
- 劇場版メタルファイト ベイブレードVS太陽 灼熱の侵略者ソルブレイズ（渡蟹哲也）

### 吹き替え

#### 担当俳優
マシ・オカ
- HAWAII FIVE-0（マックス・バーグマン）
- HEROES/ヒーローズ（ヒロ・ナカムラ）
- Death Note/デスノート (ササキ刑事)
- ブレット・トレイン（車掌）

#### 映画
- あなたは私の婿になる
- アニマル・ハウス （ラリー〈トム・ハルス〉）※ソフト版
- ウインドトーカーズ ※テレビ朝日版
- スタートレックVI 未知の世界
- ターミネーター2（トッド）※DVDエクストリームエディション
- チーター・ガールズ
- 鉄ワン・アンダードッグ
- ロード・トリップ（ローレンス）

#### ドラマ
- ER緊急救命室シリーズ
  - シーズン9 #2（マイロ）
  - シーズン10 #7（エリック〈トラヴィス・ウェスター〉）
  - シーズン11 #16（トーマス・ペリー〈エリック・ラディン〉）
- 宮廷女官チャングムの誓い（ソンドル）
- ハイスクール・ウルフ（マートン・J・ディングル〈ダニー・スミス〉）
- 名探偵ポワロ ビッグ・フォー（ジェラルド・ペインター）

#### アニメ
- ジャングル・ジャンクション（クロッカー、ランス）
- ニセものバズがやって来た（ヴァンパイア特急）
- プリンセスと魔法のキス
- ボルト
- メリダとおそろしの森（ディンウォールの息子）
- ライアンを探せ!
- LEGO スター・ウォーズ/たたかえ!レジスタンス
- レックスはお風呂の王様（ドリップス）

### ゲーム
- 白中探険部（与謝野信介）
- メタルファイト ベイブレードシリーズ（渡蟹哲也）
  - メタルファイト ベイブレード ガチンコスタジアム
  - メタルファイト ベイブレード 爆誕!サイバーペガシス
  - メタルファイト ベイブレード 爆神スサノオ襲来!
  - メタルファイト ベイブレード ポータブル 超絶転生! バルカンホルセウス
  - メタルファイト ベイブレード 頂上決戦!ビッグバン・ブレーダーズ
- みんなのGOLF 6（チャン）

### 特撮
- ビーファイターカブト（獄鎌獣ヘルガーマの声及び人間態）

### その他
- こどもにんぎょう劇場
  - 「このつぎなあに」（せがれ）
  - 「ふるやのもり」